# Hemidactylus kundaensis
Espèce
Statut de conservation UICN

 CR B2ab(iii) : 
En danger critique
Hemidactylus kundaensis est une espèce de geckos de la famille des Gekkonidae.

## Répartition
Cette espèce est endémique de Guinée.

## Publication originale
- Trape, Trape & Chirio, 2012 : Lézards, crocodiles et tortues d'Afrique occidentale et du Sahara. IRD Éditions, Marseille, p. 1-503.